# Wroniec (Petite-Pologne)
Pour les articles homonymes, voir Wroniec.
Wroniec est une localité polonaise de la gmina de Koniusza, située dans le powiat de Proszowice en voïvodie de Petite-Pologne.